# Такой театр
«Такой театр» создан в 2001 году петербургскими актёрами Александром Баргманом, Александром Лушиным, Ириной Полянской и Наташей Пивоваровой. В репертуаре театра более 10 спектаклей, идущих на разных площадках Петербурга.
В 2011 году театр впервые провел международный «Такой фестиваль».

## Название
Идея и само название «Такой театр» принадлежат Наташе Пивоваровой. По словам учредителя театра Ирины Полянской, название родилось во время разговора в поезде по пути на один из фестивалей:
«Вдруг Пивоварова говорит: «Надо нам организовывать театр». Я говорю: «Наташ, да какой театр?», она: «Да такой театр», — вспоминает Ирина Полянская. По её словам, название пошло именно из того разговора.

## Репертуар
- «Чёрствые именины» — самый первый спектакль «Такого театра». Режиссёр: Наташа Пивоварова. Спектакль был поставлен для сдачи экзамена в 2001 году и пережил своего создателя: в 2007 году Наташа Пивоварова трагически погибла в автокатастрофе. Спектакль до сих пор идёт на сценах Петербурга и является визитной карточкой «Такого театра». Номинант премии «Золотая Маска» 2002.
- «Докопаться до истины - 2» — спектакль режиссёрами, авторами сценария и авторами песен, а также актёрами которого стали создатели «Такого театра» Александр Лушин и Александр Баргман. В спектакле были заняты Ирина Полянская и Наташа Пивоварова. Спектакль — пародия на латиноамериканские сериалы. Аранжировки для спектакля записали музыканты петербургской группы «Tres Muchachos e Companeros». Песни из этой постановки изданы отдельным альбомом. После гибели Пивоваровой спектакль демонстрировался лишь дважды, сейчас он снят с репертуара.
- «Здравствуй и прощай» (2002).
- «Даже не знаю как начать…» (2003).
- «Звезда моя Аделаида…» (2003).
- «Жан и Беатрис» (2006).
- «Ещё о стоматологии» (2006).
- «Иванов» (2007) — спектакль по одноимённому произведению А.П. Чехова. Режиссёрский дебют Александра Баргмана и Анны Вартаньян. Этот спектакль стал первой постановкой «Такого театра», в которой задействовано такое большое количество петербургских актёров. Среди них – з.а. России Виталий Коваленко, Геннадий Алимпиев, з.а. России Александр Алексеев, з.а. России Елена Липец, Александр Лушин, Галина Жданова, Дарья Румянцева, Александр Кудренко и другие. Спектакль — номинант национальной театральной премии «Золотая маска» сезона 2007/08 в трёх номинациях: «Лучший спектакль драмы (малая форма)», «Лучшая работа режиссёра», «Лучшая мужская роль» (Виталий Коваленко).
- «Дура ненормальная, это я…» (2007).
- «Каин» (2009) — Лауреат премии «Золотой софит» 2009/2010 в номинации «Лучший спектакль малой формы».
- «Главное забыл» (2010) — номинант премии «Золотая Маска» 2011 в четырёх номинациях: «Лучший спектакль драмы (малая форма)», «Лучшая работа режиссёра», «Лучшая мужская роль», «Лучшая женская роль».
- «Священная книга оборотня» (2010) — спектакль по одноимённому роману Виктора Пелевина[3].
- «В ожидании Годо» (2011).
- «Время и семья Конвей» (2011). Премия Общества «Театрал».
- «Шесть с половиной или мужчинам вход запрещён» (2012)
- «Человек случая» (2012) Номинант премии «Золотой Софит» 2012/2013 в номинации «Актёрский ансамбль».
- «История СДЫГР АППР» (2012).
- «Тринадцатый апостол» (2013).
- «Тестостерон» (2013).
- «Цыгиль. Импродрама» (2014).
- «Спасительные сеансы Александра Борисовича Лучшего» (2014).
- «Костя Треплев. Любовь и смерть» (2014). Лауреат премии «Золотой Софит»  2014/15 в номинации «Лучшая женская роль» (Анна Алексахина).
- «Эффект Чарли Гордона» (2015).
- «Волонтёры» (2015).
- «Билли Миллиган» (2016).

## Награды и номинации
- 2002 год — «Чёрствые именины» — номинант на национальную театральную премию «Золотая маска» (Москва) как лучший спектакль малой формы[4].
- 2002 год — «Докопаться до истины - 2» — лауреат регионального театрального фестиваля «Рождественский парад» ([Петербург).
- 2003 год — «Чёрствые именины» — лауреат международного театрального фестиваля «Камерата-транзит» (Челябинск, Озёрск) за лучшую мужскую роль (Александр Баргман — Виктор), специальный приз фестиваля (Ирина Полянская — Надежда).